# Possessed (película de 1931)
Possessed (titulada Amor en venta en España) es una película dramática estadounidense de 1931, dirigida por Clarence Brown y protagonizada por Joan Crawford y Clark Gable.

## Sinopsis
Marian Martin es una humilde chica de pueblo que llega a la gran ciudad para conseguir trabajo y, con un poco de suerte, un marido con dinero y posición en la sociedad. Mark Whitney es un entusiasta joven que tiene todo eso y un prometedor futuro en la política. Ambos se convierten en amantes, pero no pueden casarse por la candidatura de Mark a gobernador. Ella asume una falsa identidad para evitar el escándalo y continuar así la relación.

## Reparto
- Joan Crawford: Marian Martin
- Clark Gable: Mark Whitney
- Wallace Ford: Al Manning
- Richard Gallagher: Wallace Stuart
- Frank Conroy: Horace Travers
- Marjorie White: Vernice La Verne